# Котюжинский, Евгений Яковлевич
Евгений Яковлевич Котюжинский (5 (17) января 1859 — ?) — генерал-лейтенант Российской императорской армии. Участник Русско-турецкой войны 1877—1878 годов, Китайского похода 1900—1901 годов, Русско-японской войны и Первой мировой войны. Кавалер ордена Святого Георгия 4-й степени и Георгиевского оружия.

## Биография
Родился 5 января 1859 года в Бессарабской области в семье православного священника. Обучался в Кишинёвской духовной семинарии.
28 мая 1876 года поступил на службу в Российскую императорскую армию рядовым на правах вольноопределяющегося 2-го разряда в 55-й пехотный Подольский полк. 10 августа того же года получил звание ефрейтора, а уже 20 августа — унтер-офицера. Командирован в Одесское пехотное юнкерское училище. 30 июля 1877 года портупей-юнкером вернулся в свой полк, в рядах которого принял участие в Русско-турецкой войне 1877—1878 годов.
28 ноября 1877 года за отличие в обороне Шипкинского перевала был награждён знаком отличия Военного ордена 4-й степени. 30 ноября 1877 года «за отличия в делах против турок» произведён в прапорщики, со старшинством с 5 сентября того же года. 1 марта 1881 года получил чин подпоручика, со старшинством с 8 ноября 1879 года. 24 июня 1884 года получил чин поручика, со старшинством с 1 января 1885 года. Был заведующим полковой учебной командой и командиром роты. 25 апреля 1889 года переведён в Стретенский резервный пехотный (кадровый) батальон, был командиром роты. 24 апреля 1890 года произведён в штабс-капитаны, со старшинством с 31 декабря 1889 года. 2 января 1891 года переведён в новосформированный 5-й Восточно-Сибирский стрелковый батальон. 2 января 1892 года переведён в 1-й Восточно-Сибирский Его Императорского Высочества Наследника Цесаревича батальон (с 1898 года — полк), командир роты. 24 февраля 1896 года получил чин капитана. Прошёл курс обучения в Офицерской стрелковой школе. Принимал участие в Китайском походе 1900—1901 года, был интендантом Южно-Маньчжурского отряда. 26 февраля 1901 года произведён в подполковники. 12 ноября 1902 года назначен временно исправляющим должность штаб-офицера при управлении сводной Восточно-Сибирской стрелковой бригады. Также был временно командующим полком и его батальонами и наблюдающим за командами полка.
Участвовал в Русско-японской войне. Во время боя у Вафангоу, в котором командовал 1-м Восточно-Сибирским стрелковым Его Величества полком, получил пулевое ранение в ногу. 17 июля 1904 года назначен временно командующим 3-м Восточно-Сибирским стрелковым полком, 15 августа — временно командующим 4-м Восточно-Сибирским стрелковым полком. Во время сражения при Ляояне вновь получил ранение, однако продолжал оставаться в строю до окончания боя. 30 сентября 1904 года назначен командующим 4-м Восточно-Сибирским стрелковым полком.
Приказом Главнокомандующего всеми сухопутными и морскими вооружёнными силами, действовавшими против Японии, от 21 декабря 1904 года, утверждённым Высочайшим приказом от 30 июля 1905 года, удостоен ордена Святого Георгия 4-й степени:
За то, что в двухдневном бою 29-го и 30-го сентября 1904 года, обороняя вверенную ему позицию, отбил все атаки противника, отлично распоряжаясь и подавая нижним чинам высокий пример доблести и спокойствия, под непрерывным орудийным и ружейным огнем противника, потеряв в этом бою свыше 50% офицеров и нижних чинов, не только не сдал своей позиции, но заставил японцев отойти по всему фронту. Только будучи тяжело ранен, оставил строй.
17 ноября 1904 года получил чин полковника с утверждением в должности командира 4-го Восточно-Сибирского стрелкового полка. 24 июля 1906 года назначен командиром 52-го пехотного Виленского полка. Неоднократно исправлял должность командующего 2-й бригадой 13-й пехотной дивизии. Произведён в генерал-майоры со старшинством с 29 октября 1911 года. 4 декабря 1912 года уволен от службы с правом ношения мундира, пенсией и с зачислением в пешее ополчение по Таврической губернии. 30 октября 1913 года подал прошение военному министру о возвращении его на службу в войска Уссурийского края в связи с улучшением здоровья, однако оно не было удовлетворено.
Участвовал в Первой мировой войне. 25 июля 1914 года определён на военную службу и назначен командиром бригады 34-й пехотной дивизии. Отличился в Янчинском бою. Приказом командующего 8-й армией от 14 сентября 1914 года, утверждённым Высочайшим приказом от 11 октября 1914 года, удостоен Георгиевского оружия:
За то, что в бою 16-го августа 1914 года, за овладение правым берегом реки Гнилая Липа, получив приказание принять начальство над всеми войсками, которые накопились на левом берегу долины этой реки, залегшими перед трудно одолимой преградой — совершенно открытой, болотистой долиной реки, обстреливаемой губительным ружейным и пулеметным огнем, выдвинулся в передовую цепь и с криком «вперед» поднял людей, увлекая их личным примером и повел в атаку на окопы противника, благодаря чему с налета был захвачен участок правого берега реки Гнилая Липа, несмотря на упорную оборону его австрийскими войсками.
25 августа 1915 года назначен командующим 125-й пехотной дивизией. 21 января 1916 года из-за болезни отчислен от должности и зачислен в резерв чинов при штабе Киевского военного округа. 14 сентября 1916 года переведён в резерв чинов при штабе Одесского военного округа. 27 сентября 1916 года назначен председателем комиссии по реквизиции грузов на Одесской таможне. 25 апреля 1917 года назначен председателем комиссии по поверке личного офицерского состава. Произведён в генерал-лейтенанты и 7 августа 1917 года назначен начальником 193-й пехотной дивизии.
В 1920 году взят на учёт Одесским ЧК, 14 июля 1924 года снят с учёта Киевским ГПУ. По состоянию на 1930 год жил в Одессе. Предположительно погиб во время Великой Отечественной войны в оккупированной немецкими войсками Анапе.
Был женат, к 1907 году имел 4 детей.

## Награды
Евгений Яковлевич Котюжинский был награждён следующими наградами:
- Орден Святого Георгия 4-й степени (Приказ Главнокомандующего 21 декабря 1904, Высочайший приказ 30 июля 1905);
- Георгиевское оружие (Приказ командующего 8-й армией 14 сентября 1914, Высочайший приказ 11 октября 1914);
- Орден Святого Владимира 2-й степени с мечами (Высочайший приказ 24 июня 1916);
- Орден Святого Владимира 3-й степени (Высочайший приказ 12 февраля 1909);
- Орден Святого Владимира 4-й степени с бантом за выслугу 25 лет в офицерских чинах (5 декабря 1902[1] или 1905[6]);
- Орден Святой Анны 1-й степени с мечами (Высочайший приказ 26 ноября 1915);
- Орден Святой Анны 2-й степени с мечами (Приказ командующего 24 октября 1904, Высочайшие приказы 10 декабря 1904 и 23 марта 1905);
- Орден Святой Анны 3-й степени с мечами и бантом (Высочайший приказ 15 марта 1901);
- Орден Святого Станислава 1-й степени с мечами (Высочайший приказ 6 апреля 1915);
- Орден Святого Станислава 2-й степени с мечами (Высочайший приказ 26 апреля 1909);
- Орден Святого Станислава 3-й степени (Высочайший приказ 6 мая 1886);
- Знак отличия Военного ордена 4-й степени (28 ноября 1877).